# Georgie Lamon
Georgie Lamon (Lens, 11 de noviembre de 1934—Uagadugú, 16 de enero de 2016) fue un empresario, escritor y político suizo perteneciente al Partido Socialista Suizo.

## Biografía
Georgie Lamon provenía de una familia de  ocho hijos. Estudió primero en Francia, y más tarde en Friburgo. Presidió la Sección del cantón del Valais de la Asociación Suiza para los discapacitados mentales y participó hasta su retiro en 1997 en una asociación para la inserción laboral de personas discapacitadas.
En la década de 1980, fue Presidente del Partido Socialista Suizo en Sierre, siendo responsable de relaciones públicas y de una revista de miembros del partido en el Valais. Fue miembro del Consejo del Valais, la autoridad legislativa del cantón, entre 1989 y 2001. Lamon fue también Presidente de una asociación civil en Lens, a través de la cual publicó numerosos escritos.
Desde principios de la década de 1990 participó de un proyecto de alfabetización y educación de niños en el África Occidental.
Lemon murió baleado en un restaurante en el atentado en Uagadugú de 2016, junto con otro expolítico suizo, Jean-Noël Rey. Ambos habían ido a una escuela construida en Burkina Faso por una fundación de caridad suiza fundada por Lamon, para la cual Rey ayudó a recaudar fondos. En homenaje, se colocaron banderas a media asta en el Palacio federal de Suiza y la sede de gobierno del cantón del Valais, de donde ambos políticos eran oriundos.

## Libros publicados
- Lens, mon village: la vie associative: reflets et souvenirs. Editions à la Carte Sierre, 2006, ISBN 2-88464-722-8 (en francés).
- Autour du manoir de Lens: histoire contes et légendes. Editions à la Carte Sierre, 2009, ISBN 978-2-88464-950-6 (en francés).
- Lens, mémoire d’un village: contes, légendes et pensées. Editions à la Carte Sierre, 2009, ISBN 978-2-88464-995-7 (en francés).
- Lens et ses demeures inspirées: document à l’usage des Centre scolaires et du public. Editions à la Carte Sierre, 2010, ISBN 978-2-940457-57-1 (en francés).
- Mit Jean-Luc Theytaz: Le patrimoine de la Commune de Lens. Editions à la Carte Sierre, 2012, ISBN 978-2-88924-022-7 (en francés).
- Mit Claire-Lise Thimon-Jordan: Portes de Lens et autres récits. Editions à la Carte Sierre, 2013, ISBN 978-2-88924-128-6 (en francés).
- Lens au fil du temps. Editions à la Carte Sierre, 2014, ISBN 978-2-88924-198-9 (en francés).